# 杉鉄砲
杉鉄砲（すぎでっぽう）は、子供の玩具、杉玉鉄砲ともいう。
篠竹などの細い竹筒に、杉の雄花を詰め、他方からさらに杉の雄花を詰め、細い棒（竹ヒゴ・自転車のスポークなど）で突くと、空気圧で最初の雄花がポンという音を立てて飛ぶ。
同様な原理の遊びには紙玉鉄砲、山吹鉄砲がある。俳句の季語としては春。
杉鉄砲について辞書の正しい記述はない。
- 『日本国語大辞典』（小学館）「細い竹筒に杉の芽を詰めて、棒で突いて飛ばす玩具（がんぐ）」
- 『大辞林』（三省堂）「篠竹（しのだけ）の筒先に杉の実を詰め、他端からさらに杉の実を詰めて棒で突き出し、それを飛ばし出すおもちゃ。」

とあるが「杉の芽」でも「杉の実」でもなく雄花。秋の杉の実には翼があるので、杉鉄砲には使えない。
- 現代俳句協会編『現代俳句歳時記』（学研）は秋の「杉の実」の傍題に「杉鉄砲」があり例句もあるが誤り。春の季語。

## 俳句
- 愛し少年杉鉄砲のひりひり 佐藤鬼房
- 良寛堂ひとりやだれの杉鉄砲 松田ひろむ